# Lyonia maestrensis
Lyonia maestrensis är en ljungväxtart som beskrevs av Acuna och Roig. Lyonia maestrensis ingår i släktet Lyonia och familjen ljungväxter. Inga underarter finns listade i Catalogue of Life.